# Distretto di San Pedro de Chaulán
Il distretto di San Pedro de Chaulán è un distretto del Perù nella provincia di Huánuco (regione di Huánuco) con 6.903 abitanti al censimento 2007, dei quali 1.528 censiti in territorio urbano e 5.375 in territorio rurale.
È stato istituito il 16 maggio 1936, ed ha come capoluogo il centro abitato di Chaulan.